# Sisters (pel·lícula de 1973)
 Sisters és una pel·lícula estatunidenca dirigida per Brian De Palma, estrenada el 1973.

## Argument
Un vespre, Danielle Breton porta un home a casa seva. Aquest és apunyalat mentre que una periodista veu l'homicidi des de la seva finestra. Avisa la policia però no és descobert cap cadàver. La periodista, convençuda del que ha vist decideix portar una investigació ignorant que Danielle Breton té en realitat una germana bessona, la Dominique.

## Repartiment
- Margot Kidder: Danielle Breton / Dominique Blanchion
- Jennifer Salt: Grace Collier
- Charles Durning: Joseph Larch
- William Finley: Emil Breton
- Mary Davenport: Srta. Collier
- Barnard Hughes: Arthur McLennen
- Lisle Wilson: Phillip Woode
- Dolph Sweet: El detectiu Kelly

## Comentaris
Primer llargmetratge d'una llarga sèrie de thrillers de Brian De Palma (Furie, Vestida per matar, Doble cos), Sisters és considerada com un homenatge del director a Alfred Hitchcock. Evoca sobretot la seva pel·lícula Psicosi, a través del tema del desdoblament de la personalitat i de l'homicidi amb l'arma blanca, així com La finestra indiscreta i el seu voyeurisme. De Palma fa igualment referència a la pel·lícula El Voyeur de Michael Powell, prenent el títol original Peeping Tom, per a la seva emissió de televisió al començament de la pel·lícula.
La pel·lícula és igualment marcada per altres referències cinematogràfiques com per exemple El gabinet del Dr. Caligari (a través del director de l'asil) o bé Freaks, la monstruosa exhibició.
Una de les característiques tècniques de la pel·lícula és la utilització de l'split screen, presentant dues imatges separades a la pantalla. L'espectador pot llavors seguir de manera simultània dos punts de vista diferents.

## Remake
- Un remake de la pel·lícula, dirigida per Douglas Buck, ha estat estrenada el 2006, només en DVD. Chloë Sevigny torna a fer el paper de Grace Collier. Stephen Rea i la francesa Lou Doillon són igualment al repartiment.[2]

## Premis
- Nominació al premi a la millor pel·lícula de terror per l'Acadèmia del cinema de ciència-ficció, fantàstic i terror el 1975.[cal citació]